# Siegfried III de Weimar-Orlamünde
Siegfried III d'Orlamünde (né vers 1155 - mort en 1206) fut un membre de la  maison d'Ascanie qui règne sur le comté de Weimar-Orlamünde.

## Biographie
Siegfried III est le fils du comte Herman Ier de Weimar-Orlamünde et de son épouse  Irmgarde.
Partisan des Hohenstaufen il passe une partie de sa vie dans le royaume de Danemark car il avait épousé à Lübeck en 1181 Sophie (née vers 1159 - 1208), une fille du roi Valdemar Ier de Danemark qui lui donne cinq enfants:
- Othon II (1182 mort en 1211), comte de Weimar ;
- Albert II, comte de Nordalbingie (1202-1225) ;
- Hermann II comte de Weimar-Orlamünde ;
- Irmgarde (1196-1222)  épouse Henri II de Schwarzbourg ;
- Sophie (1244) épouse Lambert III de Gleichen.